# Cordel de monedas

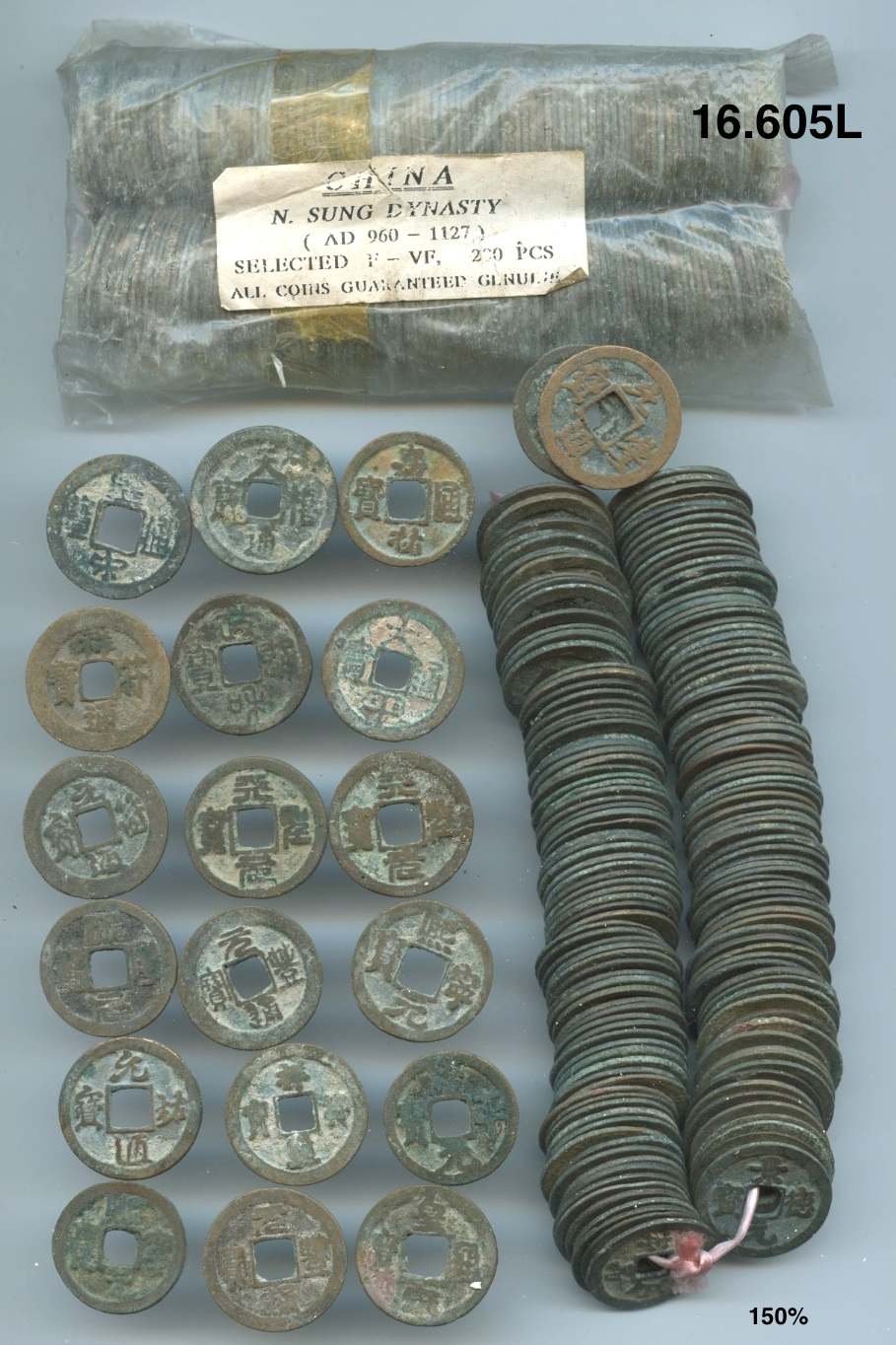
Cordel de 200 monedas de la dinastía Song norte.

Un cordel de monedas (chino tradicional :貫, 索, 緡, 繦, 鏹, 吊, 串, 弔, 錢貫, 貫錢, 貫文, 吊文, or 串文) era una antigua unidad monetaria china, japonesa, coreana, ryukyuana y vietnamita que se utilizó como superunidad del cash o sapeca chino, el mon japonés, el mun coreano, el mon ryukyuano y el văn vietnamita. El agujero cuadrado que había en medio de las monedas chinas servía para poder unirlas con un cordel. El término aparecería más tarde de forma explícita en los billetes, lo que sirvió como superunidad del wén (文).
Antes de la dinastía Song, los cordeles de monedas se llamaban guàn (貫), suǒ (索), o mín (緡), mientras que durante las dinastías Ming y Qing se llamaban chuàn (串) o diào (吊). En Japón y Vietnam el término 貫 se siguió usándose hasta la respectiva abolición de la moneda tipo cash.
Durante la dinastía Qing, un cordel de 1000 monedas valía 1 tael de plata, aunque también existían variantes de los estándares regionales con solo 500 monedas por cordel.  El total de 1000 monedas unidas entre sí se denominaban chuàn (串) o diào (吊) y eran aceptados por comerciantes y mercaderes directamente por cordeles porque contar las monedas individuales llevaba demasiado tiempo. Como los cordeles eran a menudo aceptadas sin comprobar si había monedas dañadas, de calidad inferior o aleaciones de cobre, con el tiempo estas cadenas serían aceptadas en función de su valor nominal en lugar de su peso; este sistema es comparable al de una moneda fiduciaria. Debido a que contar y unir monedas era una tarea pesada, las personas conocidas como qiánpù (錢鋪) anudaban las monedas de cash en cordeles de 100 monedas, de las cuales diez formaban un chuàn. Los qiánpù recibían un pago por sus servicios en forma de algunas monedas en efectivo por cada cuerda que componían. Por esta razón, era más probable que un chuàn constara de 990 monedas en lugar de 1000 monedas, y debido a que la profesión de qiánpù se había convertido en una práctica universalmente aceptada, estos chuàns a menudo todavía se valoraban nominalmente en 1000 monedas. La cantidad de monedas de un cordel se determinaba localmente, ya que en algunos distritos un cordel podía contener 980 monedas, mientras que en otro distrito solo podía contener 965. Estas cifras se basaban en los salarios locales de los qiánpù. Durante la dinastía Qing, los qiánpù solían buscar monedas más antiguas y raras para venderlas a coleccionistas de monedas a un precio más alto.
La cantidad de monedas que formaba un cordel variaba según región, período de tiempo o materiales utilizados de fabricación. Por ejemplo, bajo el reinado del emperador Tự Đức de la dinastía Nguyễn, incluía 600 monedas de zinc, mientras que durante los últimos días del período colonial francés, estaba formada por 500 monedas de aleación de cobre. En Vietnam, un cordel de monedas tenía un valor nominal de 1 peso mexicano o 1 piastra indochina francesa. A finales del siglo XIX, en la China Qing, algunos sistemas monetarios recibían el nombre según la cantidad de monedas que formaban un cordel, como el Jingqian (京錢, 'de la capital') o Zhongqian (中錢, 'de china central'), que era un tipo de cambio que se utilizaba en la ciudad capital de Pekín. El sistema Jingqian permitía una deuda nominal de 2 wén (文) que podría pagarse utilizando solo una moneda física en lugar de dos. En este sistema se utiliza un cordel de monedas cash de Pekín (吊) requería sólo 500 monedas a diferencia de en la mayoría de China, que utilizaba 1000 monedas por cordel (串). Mientras tanto, en el Dongqian (東錢, 'oriental'), un tipo de cambio utilizado para monedas cash en la provincia de Fengtian, solo se necesitaban 160 monedas para formar un cordel. Durante el período de la dinastía Qing, el término chuàn se utilizaba para cuerdas largas, mientras que el término diào se utilizaba para las cortas.
Aunque el término aparecía con frecuencia en los billetes, la única moneda en efectivo que tuvo la unidad monetaria "cordel de monedas cash" como parte de su inscripción fue la Tự Đức Bảo Sao (嗣德寶鈔) de la época de la dinastía Nguyễn, entonces una moneda cash quán (準當一貫, chuẩn đang nhất quán ) valía 600 văn (o 60 mạch).